# Филько, Иван Яковлевич
Иван Яковлевич Филько (1915—1945) — старший лейтенант Рабоче-крестьянской Красной Армии, участник Великой Отечественной войны, Герой Советского Союза (1945).

## Биография
Родился 15 февраля 1915 года в станице Павлодольская (ныне — Моздокский район Северной Осетии)в семье казака. После окончания семи классов школы работал в колхозе. В 1936—1938 годах служил в Рабоче-крестьянской Красной Армии.
В июне 1941 года повторно был призван в армию и направлен на фронт Великой Отечественной войны. Окончил Чкаловское кавалерийское училище и курсы усовершенствования командного состава.
К концу войны гвардии старший лейтенант И. Я. Филько командовал сабельным эскадроном 12-го гвардейского кавалерийского полка 3-й гвардейской кавалерийской дивизии 2-го гвардейского кавалерийского корпуса 1-го Белорусского фронта. Отличился во время Берлинской операции. 22 апреля 1945 года эскадрон Филько одним из первых переправился через Шпрее и, заняв позиции на её берегу, отразил восемь немецких контратак, уничтожив в общей сложности около 400 солдат и офицеров противника. Продвинувшись вперёд в обход немецких войск, переправился через канал Одер-Шпрее и захватил плацдарм на его берегу. Во время отражения немецких контратак два раза был ранен, но остался в строю. 1 мая 1945 года погиб в бою. Похоронен в населённом пункте Лесин под городом Нацен.
Указом Президиума Верховного Совета СССР от 31 мая 1945 года за «образцовое выполнение боевых заданий командования на фронте борьбы с немецкими захватчиками и проявленные при этом мужество и героизм» старший лейтенант Иван Филько посмертно был удостоен звания Героя Советского Союза. Также был награждён орденами Ленина, Отечественной войны 2-й степени и Красной Звезды.